# Сан Бјађо (Пјаченца)
Сан Бјађо је насеље у Италији у округу Пјаченца, региону Емилија-Ромања.
Према процени из 2011. у насељу је живело 13 становника. Насеље се налази на надморској висини од 948 м.